# Zushitempel
De Zushitempel is een taoïstische tempel in Sansia, Taipei County, Taiwan. Qingshui Zushi (清水祖師) wordt hier vereerd. Hij staat ook wel bekend als Zushi Gong (袓師公).

## Geschiedenis
De Zushitempel werd voor het eerst gebouwd tijdens de Qing-dynastie in 1767 door Fujianese immigranten van Anxi, stadsprefectuur Quanzhou, provincie Fujian op het vasteland van China. De tempel is drie keer herbouwd. De laatste keer was in 1947. De tempel is beroemd om de meesterwerken van de Taiwanese kunstenaar Li Meishu.

## Festivals
Op elke zesde dag van de eerste maand van de Chinese kalender wordt de verjaardag van Zushi Gong gevierd. De Zushitempel houdt een wedstrijd om wie het meest vetgemeste varken heeft. Op deze dag komen de boeren met hun varkens die zijn opgemaakt. Het dikste varken wordt geofferd aan de god van deze tempel.